# Steigbach (Töss)
Der Steigbach ist ein zwei Kilometer langer linker Zufluss der Töss. Der Bach heisst in seinem Oberlauf auf dem Gemeindegebiet von Brütten Jungholztobelbach.

## Geographie

### Verlauf
Der Bach entspringt auf 583 m ü. M. östlich des Dorfes Brütten bei einem Ausläufer des Waldgebiets Jungholz zwischen dem Taa- und Heisserütiweg, die beidseits der Quelle verlaufen. Vom Namen des Waldgebiets hat der Bach dann auf Gemeindegebiet von Brütten auch den Namen Jungholzbach.
Nach rund 500 Meter fliesst der Bach in das Gemeindegebiet der Stadt Winterthur und trägt ab dort den Namen Steigbach und nimmt gleich nach der Stadtgrenze rechtsseitig ein kleines, unbenanntes Gewässer auf. Danach fliesst der Bach durch den Steigtobel und nimmt, sobald er die Steigstrasse erreicht, wiederum rechtsseitig den Steigbrunnenbach (dessen Oberlaufnahme auf Gemeindegebiet von Brütten Steigbach ist) auf, sowie wenig später den linksseitig vom Lüchental kommenden Hornbach. Bei der Steigmühle unterquert der Bach dann zuerst die Steig- und wenig später die Zürcherstrasse, die Autobahn A1 sowie die Bahnstrecke Winterthur–Zürich und mündet schliesslich nach zwei Kilometern auf einer Höhe von 438 m ü. M. von links in die Töss.

### Einzugsgebiet
Das Einzugsgebiet des Bachs umfasst rund 2,85 km² und deckt den östlichen Teil der Gemeinde Brütten sowie das Dättnauertal mit Dättnauerberg bis zur Höhe der Dättnauerweiher und einen kleinen Teil des Ebnet.
Die Fläche seines Einzugsgebiets besteht zu 50,5 % aus Bestockter Fläche, zu 31,7 % aus Landwirtschaftsfläche und zu 17,4 % aus Siedlungsfläche.
Die Mittlere Höhe des Einzugsgebietes beträgt 543 m ü. M., die Minimale Höhe liegt bei  438 m ü. M. und die Maximale Höhe bei 640 m ü. M.

### Zuflüsse
- Haldlerbächli (links)
- Huebachterbächli (links)
- (namenloser Zufluss) (rechts)
- Steigbrunnenbach (rechts)
- Hornbach (links), 1,5 km

## Etymologie
Der Bach übernahm seinen Namen vom Brüttemer Steig (heute Steigstrasse), dessen Verlauf der Bach während rund 300 Metern folgt. Gemäss Rutishauser (1967) war das Gewässer auf Gemeindegebiet Brüttens zu der Zeit noch unbenannt.